# リル・ウェイン
リル・ウェイン（Lil Wayne、本名: ドウェイン・マイケル・カーター・ジュニア、1982年9月27日 - ）は、アメリカ合衆国ルイジアナ州ニューオーリンズ出身のラッパー。「生きている中で最高のラッパー」を自称し、Weezy/ウィージー,Tunechi/トゥーンチの愛称でも呼ばれる。

## 音楽
11歳の時キャッシュマネーレコードのオーナー、バードマン、兄スリムと出会う。留守電に自分のラップを何度も残したのがきっかけでキャッシュマネーレコードと11歳の時に契約する。1997年に14歳でホットボーイズ（2001年に活動を休止）の一員としてラッパーのキャリアをスタートし、現在もキャッシュマネーレコードに所属している。1999年のソロデビュー以後、数々のミックステープを作り、客演としても活躍。アメリカではアルバム以上に注目されるのが毎年彼がリリースする無料のミックステープといわれている。
2008年には、シングル「ロリポップ」が全米総合シングルチャートBillboard Hot 100で1位を獲得。同年リリースのスタジオ・アルバム『カーターIII』は全米で300万枚以上を売り上げる大ヒットとなり、アルバムはRIAAよりトリプル・プラチナムに認定された。2009年の第51回グラミー賞では、8部門でノミネートを受け、最優秀ラップ・ソロ・パフォーマンス賞、最優秀ラップ・ソング賞、最優秀ラップ・アルバム賞、最優秀ラップコラボレーション賞の4部門を受賞。
成功を収めて以降も、マドンナ（「リヴォルヴァー」）、ケリー・ローランド（「モチベーション」）、ニッキー・ミナージュ（「リッチ・セックス」）など数多くのアーティストの作品に客演として参加している。

## 経歴

### 1997年 - 1999年：「Hot Boys」時代
1997年、彼が15歳の時、ジュヴィナイル等と共にラップグループ「ホット・ボーイズ (Hot Boys)」の一員として、正式にデビューを果たす。当時ウェインは、このグループの最年少メンバーだった。同年7月27日、デビューアルバム『Get It How U Live!』をリリース。全米ビルボード200にて、初登場37位を記録した。
1999年7月27日、セカンドアルバム『Guerrilla Warfare』をリリース。全米ビルボード200にて、初登場5位を記録。結果的に100万枚以上を売り上げ、プラチナ・ディスクに認定された。

### 1999年 - 2003年：ソロ活動の開始
1999年11月2日、初のソロアルバム『Tha Block Is Hot』をリリース。全米ビルボード200において初週に約23万枚を売り上げ、初登場3位を記録した。その後もセールスは伸び、結果的に全米で100万枚以上を売り上げ、プラチナ・ディスクに認定された。
2000年12月19日、2枚目となるソロアルバム『Lights Out』をリリース。全米ビルボード200において、初登場16位を記録した。初動枚数は、前作『Tha Block Is Hot』に及ばなかったものの、少なくとも50万枚以上を売り上げ、ゴールド・ディスクに認定されている。
2002年7月23日、3枚目となるソロアルバム『500 Degreez』をリリース。全米ビルボード200において、初登場6位を記録。また、全米で50万枚以上を売り上げ、ゴールド・ディスクに認定されている。このアルバムタイトルは、1998年にジュヴィナイルがリリースしたアルバム『400 Degreez』と掛けたものである。

### 2004年：「Tha Carter」
2004年6月29日、後にカーターシリーズと呼ばれる、アルバムタイトルに「カーター」を冠した初めてのアルバム『Tha Carter』をリリース。全米ビルボード200において初週に約11万枚を売り上げ、初登場2位を記録した。トータルでは全米で80万枚以上を売り上げ、ゴールド・ディスクに認定されている。また、このアルバムからのセカンドシングル「""Go D.J.""」が、全米ビルボードホット100にて、最高14位を記録した。ちなみに、このアルバムは、当時キャッシュ・マネー・レコードのお抱えプロデューサーだったマニー・フレッシュ (Mannie Fresh) がプロデュースした最後の作品であり、これ以降は、マニー以外のプロデューサーを中心に起用するようになる。

### 2005年：「Tha Carter II」
2005年12月6日、カーターシリーズとしては2枚目、自身累計では5枚目となるアルバム『Tha Carter II』をリリース。全米ビルボード200において初週に約24万枚を売り上げ、初登場2位を記録した。その後もセールスは伸び、結果的に全米で100万枚以上を売り上げ、プラチナ・ディスクに認定。全世界では200万枚以上を売り上げ、彼の一大出世作となる。また、このアルバムからは「"Fireman"」と「"Hustler Musik"」の2曲のヒットシングルが誕生しており、どちらも全米で100万ダウンロードを記録し、アメリカレコード協会からプラチナムに認定されている。
その後、彼はキャッシュ・マネー・レコードの頭取に指名され、新たにヤング・マネー・エンターテインメントも立ち上げたが、2007年には、そのどちらの座からも退いている。ちなみにヤング・マネー・エンターテインメントは、コルテズ・ブライアント(Cortez Bryant)が引き継ぐこととなった。

### 2008年：「Tha Carter III」
2008年1月24日、ドラッグの不法所持で逮捕される。これは、アリゾナ州デイトランドで、彼のツアーバス内が捜索を受けた際に、マリファナ約115グラム、コカイン約30グラム、エクスタシー約41グラムなどが発見されたもので、ウェインの他、同乗者2名も逮捕された。この際、彼は「販売目的の薬物、麻薬道具の所持」「銃器所持を含む違法行為」などの罪に問われることとなってしまう。
2008年3月11日、後に発売予定のアルバム『Tha Carter III』からの先行シングル「"Lollipop"」がリリースされた。この作品には、R&Bシンガーのスタティック・メジャーがフィーチャーされている。この曲は全米ビルボードホット100にて最高1位を記録し、500万ダウンロード以上を記録するウェイン自身の最大のヒット曲となった。

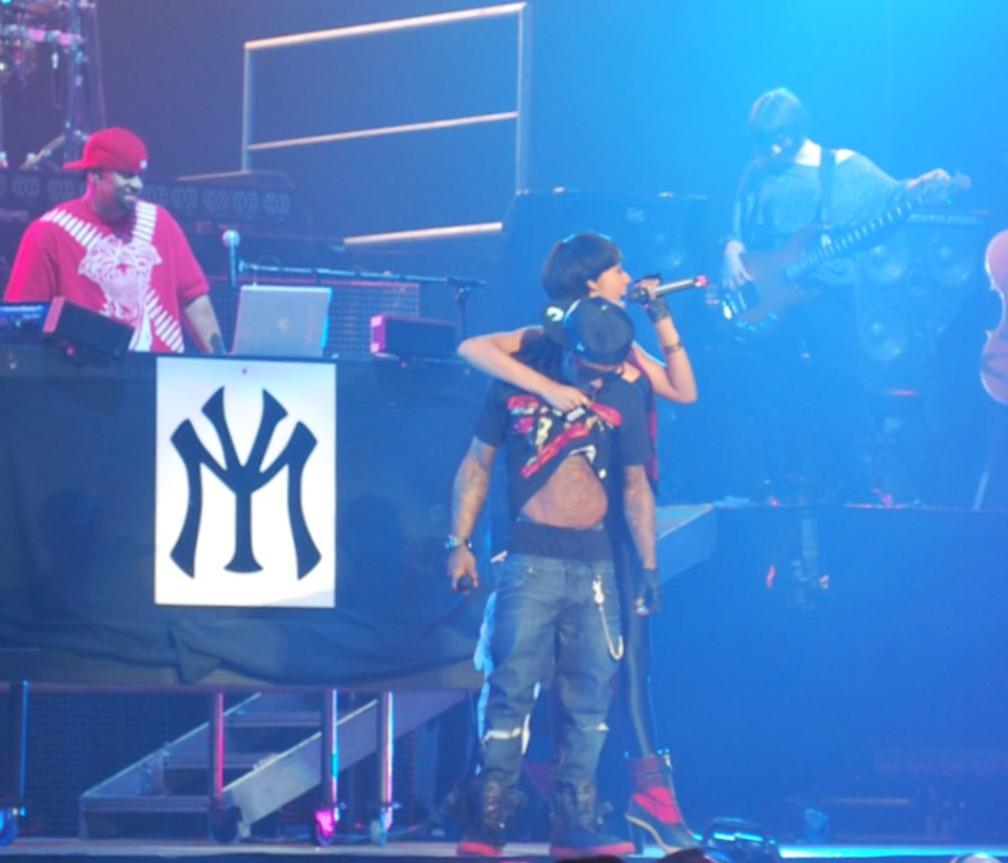
ケリー・ヒルソンとウェイン

2008年6月10日、カーターシリーズとしては3枚目となる『Tha Carter III』をリリース。全米ビルボード200において初週に約100万枚を売り上げ、初登場1位を記録した。この2008年当時では、2005年にリリースされた50セントの『The Massacre』以来となる、久々の初週ミリオン突破を果たした作品として大きな話題を呼んだ。また、リリース直後から各専門誌から軒並み高評価を獲得し、26のレビューサイトに基づいた、アルバムの平均点は84点で、これは「ほぼ全ての専門家が大絶賛」のゾーンに位置する得点であり、現時点において、これが彼の作品の中で最も評価されているアルバムである。
2009年2月8日に開催された第51回グラミー賞において、最多8部門にノミネートされ、その内「最優秀ラップアルバム賞（Tha Carter III）」「最優秀ラップソロパフォーマンス賞」「最優秀ラップソング賞（"Lollipop"）」「最優秀ラップコラボレーション賞」の計4部門を受賞した。このグラミー賞受賞の効果も相まって、『Tha Carter III』は、その後も売り上げを伸ばし続け、結果的に全米で350万枚以上を売り上げる彼の最大のヒット作となった。アメリカレコード協会からは「3×マルチプラチナ」に認定され、カナダでは「2×マルチプラチナ」、イギリスではゴールド・ディスクにそれぞれ認定されている。

### 2010年：新たな開拓
2010年2月2日、通算7枚目となるアルバム『Rebirth』をリリース。全米ビルボード200において初週に約17万枚を売り上げ、初登場2位を記録した。結果的に全米で50万枚以上を売り上げ、ゴールド・ディスクに認定。この作品は、ウェイン自身がロック・ミュージックを追及して完成させた作品となっており、全体的にラップ・ロック色が強くなっている。アルバムからは「"Prom Queen"」等のヒット曲が生まれる一方で、各音楽専門誌からは軒並み悪評を受ける結果となり、7つの音楽サイトにて過去最低点をつけられてしまう。
2010年4月に銃器不法所持の罪により逮捕された彼だが、その後の5月に、獄中での所有が禁止されている「ミュージックプレイヤー用の充電器」と「ヘッドフォン」をポテトチップスの袋の中に入った状態で隠し持っていたことが発覚したため、釈放される日まで「毎日23時間を独房で過ごす」ことや、「私的な目的でかける電話は週に一回だけ」などのペナルティーを科せられてしまう。
2010年9月27日、通算8枚目となるアルバム『I Am Not a Human Being』をデジタル配信で先行リリース。その後の10月12日にボーナストラック2曲を追加したCD版がリリースされ、全米ビルボード200において初週に約12万枚を売り上げ、初登場2位を記録した。このアルバムは、彼が服役する前からすでに制作が進められていたもので、本来はニューアルバム『Tha Carter IV』のために収録されるはずだった楽曲を集めて構成されており、当初はミニアルバムとして発売される予定だった。しかし、いわゆる外伝的な作品でありながらも、このアルバムは全米ビルボード200において長期ランクインし続け、結果的に全米で95万枚以上を売り上げ、ゴールド・ディスクに認定されている。

### 2011年 - 現在：「Tha Carter IV」
2010年12月16日、後に発売予定の『Tha Carter IV』からの先行シングル「"6 Foot 7 Foot"」がリリースされた。全米ビルボードホット100にて、最高9位を記録。2011年3月24日には、リック・ロスをフィーチャーしたセカンド先行シングル「"John"」を、そして年5月31日にはサード先行シングル「"How to Love"」を立て続けにリリースしている。特に「"How to Love"」は、全米ビルボードホット100にて、最高5位を記録するヒット曲となる。

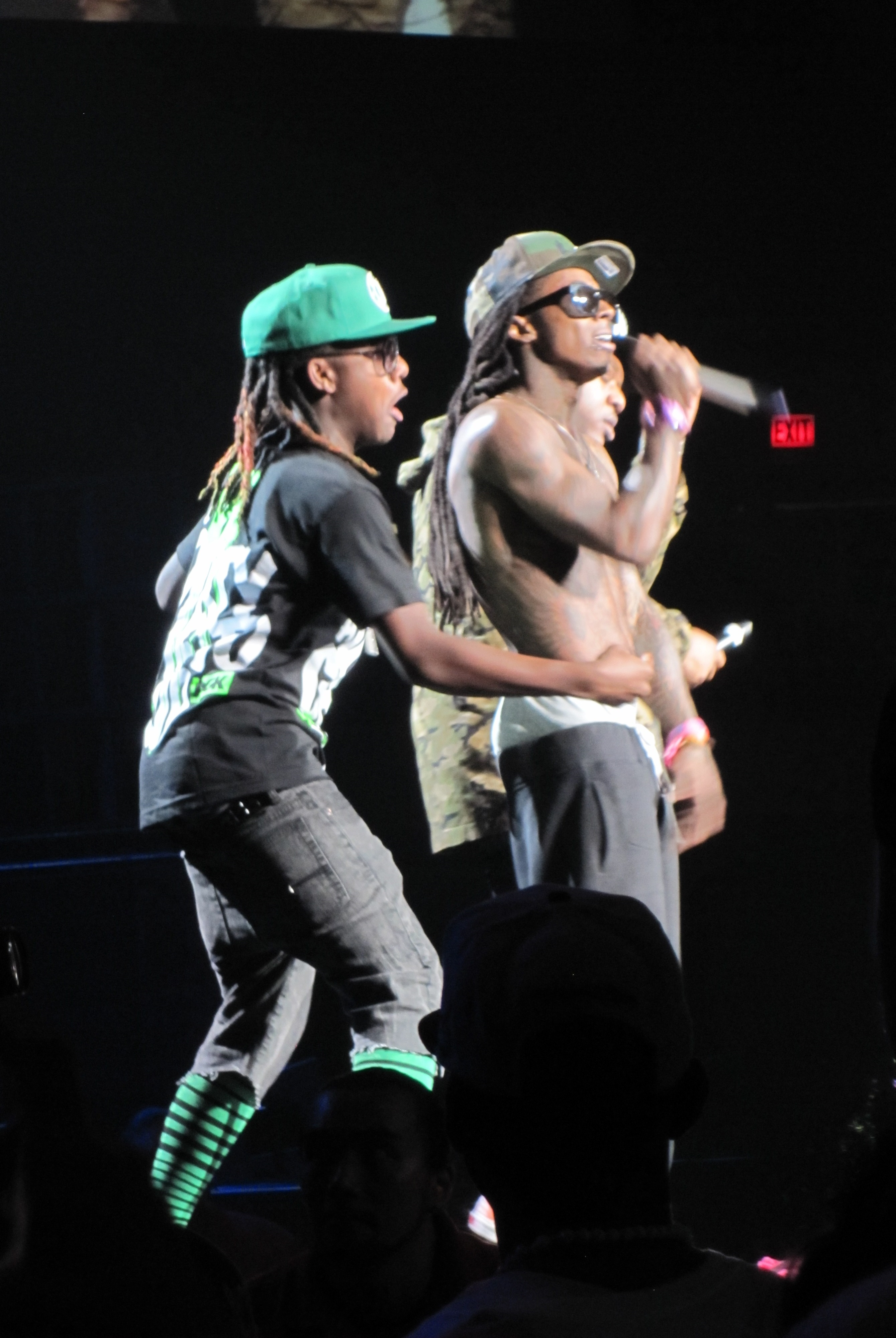
リルウェインとヤング・マネー所属アーティスト

2011年8月29日、カーターシリーズとしては3年ぶりとなる第4弾、通算9枚目のアルバム『Tha Carter IV』をリリース。全米ビルボード200において初週に約96万枚を売り上げ、初登場1位を記録。この初動売り上げは、このアルバムより約4ヶ月前にリリースされたレディ・ガガのアルバム『ボーン・ディス・ウェイ』に継いで、2011年発売の作品において2位の記録となった。また、現在までに全米で200万枚以上を売り上げている。
2011年9月の全米ビルボードホット100において、彼のクレジットが記載された楽曲が12曲もランクインするという快挙を成し遂げた。これは彼自身のシングル曲に加え、フィーチャリングされた他のアーティストの楽曲も合わせた数だが、ビルボードチャートが創設されて現在までの50年以上の間において、ソロ・アーティストとしては最多の記録であり、ビートルズが1964年に達成した14曲に続き第2位となっている。

## 私生活
12歳の時に母親の銃を使って自殺を計ったが、警察官に病院に搬送され一命を取り留めた。15歳の時に恋人との間に第一子。その後2004年に結婚し2006年に離婚。2008年に別の女性との間に第二子。第三子は女優ローレン・ロンドンとの間に2009年に誕生。4番目の子は歌手ニベアとの間に誕生。
2007年の銃器不法所持の罪により1年間の禁固が確定。2010年3月8日から収監され、2010年11月4日に刑期終了にて出所した。
2011年8月21日、ライヴ終了後に趣味のスケートボードを楽しんでいた際、頭に9針も縫う大ケガを負った。彼は、ライヴ終了後に公園でスケートボードを楽しむのが日課となっていた。この直後にツイッターを通じて、大事に至らなかったことをファンへ向けて発表している。
2020年11月17日、プライベートジェットの機内で銃と弾薬を所持したとして起訴された。2021年1月20日、ドナルド・トランプ大統領から恩赦を与えられた。

## ディスコグラフィ

### アルバム
| 年   | タイトル                  | アルバム詳細 | チャート最高位 | チャート最高位 | チャート最高位 | チャート最高位 | チャート最高位 | チャート最高位 | チャート最高位 | チャート最高位 | 認定                                               |
| 年   | タイトル                  | アルバム詳細 | US             | AUS            | CAN            | FRA            | IRL            | NZ             | SWI            | UK             | 認定                                               |
| ---- | ------------------------- | --- | -------------- | -------------- | -------------- | -------------- | -------------- | -------------- | -------------- | -------------- | -------------------------------------------------- |
| 1999 | Tha Block Is Hot          | - 発売日: 1999年11月2日 - レーベル: Cash Money, Universal - フォーマット: CD, cassette, LP - 全米売上: 140.2万枚                             | 3              | ー             | ー             | ー             | ー             | ー             | ー             | ー             | - US: プラチナ                                     |
| 2000 | Lights Out                | - 発売日: 2000年12月19日 - レーベル: Cash Money, Universal - フォーマット: CD, cassette, LP                                                  | 16             | ー             | ー             | ー             | ー             | ー             | ー             | ー             | - US: ゴールド                                     |
| 2002 | 500 Degreez               | - 発売日: 2002年7月23日 - レーベル: Cash Money, Universal - フォーマット: CD, LP, digital download                                           | 6              | ー             | ー             | ー             | ー             | ー             | ー             | ー             | - US: ゴールド                                     |
| 2004 | Tha Carter                | - 発売日: 2004年6月29日 - レーベル: Cash Money, Universal - フォーマット: CD, LP, digital download - 全米売上: 87.8万枚                      | 5              | ー             | ー             | ー             | ー             | ー             | ー             | ー             | - US: ゴールド                                     |
| 2005 | Tha Carter ll             | - 発売日: 2005年12月6日 - レーベル: Cash Money, Universal - フォーマット: CD, LP, digital download - 全米売上: 140万枚                       | 2              | ー             | 26             | ー             | ー             | ー             | ー             | ー             | - US: プラチナ                                     |
| 2006 | Like Father, Like Son     | - 発売日: 2006年10月31日 - レーベル: Cash Money, Universal - フォーマット: CD, LP, digital download                                          | 3              | ー             | ー             | ー             | ー             | ー             | ー             | ー             | - US: ゴールド                                     |
| 2008 | Tha Carter lll            | - 発売日: 2008年6月10日 - レーベル: Cash Money, Universal Motown - フォーマット: CD, LP, digital download - 全米売上: 380万枚                | 1              | 47             | 1              | 25             | 34             | 10             | 17             | 23             | - US: 3× プラチナ - UK: ゴールド - MC: 2× プラチナ |
| 2010 | Rebirth                   | - 発売日: 2010年2月2日 - レーベル: Cash Money, Young Money, Universal Motown - フォーマット: CD, LP, digital download - 全米売上: 77.8万枚   | 2              | 51             | 5              | 86             | 45             | 33             | 15             | 24             | - US: ゴールド                                     |
| 2010 | I Am Not a Human Being    | - 発売日: 2010年9月27日 - レーベル: Cash Money, Young Money, Universal Motown - フォーマット: CD, LP, digital download - 全米売上: 95.3万枚  | 1              | 60             | 4              | 167            | 84             | ー             | 46             | 56             | - US: ゴールド                                     |
| 2011 | Tha Carter lV             | - 発売日: 2011年8月29日 - レーベル: Cash Money, Young Money, Universal Republic - フォーマット: CD, LP, digital download - 全米売上: 350万枚 | 1              | 9              | 1              | 14             | 19             | 8              | 9              | 8              | - US: 2× プラチナ - UK: ゴールド                   |
| 2013 | I Am Not a Human Being ll | - 発売日: 2013年3月26日 - レーベル: Cash Money, Young Money, Republic - フォーマット: CD, LP, digital download - 全米売上: 52.9万枚          | 2              | 43             | 5              | 24             | 85             | ー             | 35             | 29             | - US: ゴールド - MC: ゴールド                      |
| 2018 | The Carter V              | - 発売日: 2018年9月28日 - レーベル: Young Money, Republic Records - フォーマット: CD, LP, Digital Download                                   | 1              | 6              | 1              | —              | 5              | 3              | 12             | 5              |                                                    |
| 2020 | Funeral                   | - 発売日: 2020年1月31日 - レーベル: Young Money, Republic Records - フォーマット: CD, LP, digital download                                   | 1              | 68             | 5              | 110            | 73             | —              | 29             | 61             |                                                    |
| 2025 | Tha Carter VI             | - 発売日: 2025年6月6日 - レーベル: Young Money, Republic Records - フォーマット: CD, LP, digital download                                    | 未定           | 未定           | 未定           | 未定           | 未定           | 未定           | 未定           | 未定           |                                                    |
|      |                           | |                |                |                |                |                |                |                |                |                                                    |

## ミックステープ
- Da Drought (2003)
- Da Drought 2 (2004)
- The Prefix (2004)
- The Suffix with DJ Khaled (2005)
- Dedication with DJ Drama (2005)
- Dedication 2 with DJ Drama (2006)
- Da Drought 3 (2007)
- Dedication 3 with DJ Drama (2008)
- No Ceilings (2009)
- Dedication 4 with DJ Drama (2012)